# 米尼阿久尔餐厅旧址
米尼阿久尔餐厅旧址，是全國重點文物保護單位哈尔滨犹太人活动旧址群的一部分，亦是哈爾濱市保護建築之一，位於中國黑龙江省哈爾濱市道裏區中央大街85號。米尼阿久爾咖啡茶食店在1920年代下旬設立，其中「米尼阿久爾」是俄語「精美藝術品」的意思，主要提供俄式糖果糕點和咖啡。它在1939年與另一商號合併為維多利亞西餐館，其後轉手並易名為紫羅蘭西餐館。後來，紫羅蘭西餐館倒閉，舊址建立了哈爾濱攝影社，後來又改為時裝店。在建築風格方面，米尼阿久尔餐厅旧址採用新藝術運動風格，並可能是新藝術運動建築的終結。

## 歷史
在米尼阿久尔餐厅開辦的時代，哈尔滨很盛行西洋文化風尚，中国人流行学習做西餐。1920年代下旬（一說1926年，一說1928年），猶太人伊曼紐爾·阿那托維奇·卡茨（Emanuel Anatolevich Katz）在中央大街58号建立了米尼阿久尔咖啡茶食店，其中「米尼阿久尔」是俄語音譯，即「精美艺术品」的意思。它是一所西餐廳，主要提供以莫斯科製法來製作的莫斯科式糖果糕點和咖啡，也有西餐、中餐和各种饮料，並設独特的早餐和晚餐餐點。餐廳聘用的厨师都是中国名厨，包括厨师李帮庆和孟宪廷，还有合稱「四大义」的著名厨师王洪义、杨洪义、尤洪义、朱凤义。
因應米尼阿久尔的成功，中國本土的大罗香糖果工厂开始細心留意细品糖果的製作，又注意店面装潢是否美观，從而與俄國的糖果糕點抗衡。
1938年後，佔領中國東北的滿州國（由大日本帝國控制）实施配给制，物资匮乏，哈尔滨饮食业进入寒冬，西餐厅门庭冷落。1939年，白俄羅斯人布列斯把米尼阿久尔咖啡茶食店與一所中國人经营的商號（一說為義順合，一說為「义气商号」）合并，組成维多利亚西餐馆。其後，维多利亚西餐馆轉由中国人卜大生经营，易名為紫罗兰西餐馆，仍然是哈尔滨著名的西餐厅。
在文化大革命期間，餐厅柱头上的裸体女性雕塑受到人為破壞，已被砸掉。
紫罗兰西餐馆倒閉後，旧址建立了哈尔滨摄影社，後來又改為一家时装店。

## 建築特色
米尼阿久尔餐厅旧址樓高兩層，為砖木结构，採用新艺术运动的建筑风格，是1920年代罕有的新艺术运动建筑，並可能是新艺术运动建筑的终结。建築物外觀呈灰色，正立面有曲线和圆环装饰；顶部有高大的女儿墙，女儿墙以铁艺玉石实砖垛相连而成，同樣有曲线装饰，高大得像多蓋了一层。一樓採用了宽大的玻璃窗，二樓則有圓形和方形的额窗，構成对比效果。整體而言，建筑物打破传统建筑的严谨构图，同時有华贵质感和曲线表现力，符合新艺术运动建筑风格的典型特点。

## 保護
米尼阿久尔餐厅旧址屬於哈爾濱市保護建築的第一类。2007年，米尼阿久尔餐厅旧址列入哈爾濱市文物保護單位，旧址南侧过道劃為重点保护区，东侧人行道則屬於一般保护区。2013年，哈爾濱猶太人活動舊址群列入第七批全国重点文物保护单位中的近现代重要史迹及代表性建筑，米尼阿久尔餐厅旧址是其中一部分。哈尔滨中央大街上的历史建筑（包括餐厅旧址在內）一直受到良好的保护，格局從來沒有重大变化。